# Mopalia acuta
Mopalia acuta is een keverslakkensoort uit de familie van de Mopaliidae. De wetenschappelijke naam van de soort is voor het eerst geldig gepubliceerd in 1855 door Carpenter.